# ヒバロ族

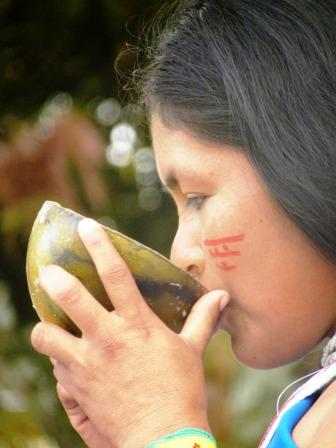
飲み物を飲んでいるヒバロ族の女性

ヒバロ族（スペイン語: Jívaro あるいは Jíbaro）は、アマゾン川上流のマラニョン川に住む少数民族。全体の人口は不明であるが、1960年時で14000人前後。

## 名称
ヒバロという用語は、シュアール語（ヒバロ語）において「人々」を意味するシュアール(Shuar)のスペイン語綴りに由来する転訛であると考えられている。「ヒバロ」という言葉はスペインによる統治時代には「野蛮人」の意味を持っており、シュアール（ヒバロ）族はこの呼び名を蔑称と見なしている。またメキシコやプエルトリコ等のエクアドル国外では、「ヒバロ」は「田舎者」の意味を持っている。

## グループ
ヒバロ族（Jivaroan peoples）は以下のように分類される：
- シュアール（英語版）族（ヒバロ族、Jivaroan people）
- ウンツリ・・・サンチアゴ川（スペイン語版）上流
- ツム・・・サンチアゴ川下流
- アチュアラ（英語版）（アチュ、Shiwiarとも）・・・パスタサ川（英語版）
- en:Huambisa people・・・マラニョン川上流とサンチアゴ川
- en:Aguaruna people・・・マラニョン川

## 特徴
かつては首狩りの風習があり、手に入れた首級を乾燥させ全体を縮小させ目や口を糸などで縛った乾首（ツァンツァ）に加工していたことで有名である。一夫多妻制をとる。

## 生活
マニオクを栽培する焼畑農耕民。また吹き矢を使用した狩猟、漁猟なども行う。